# Крылья империи
«Кры́лья импе́рии» (рабочее название — «Окрылённые») — российский исторический драматический телесериал. Премьера сериала планировалась на Первом канале на 13 ноября 2017 года, но была  перенесена на 15 ноября того же года. После показа 4-х первых серий, по причине низких рейтингов (по официальной версии), сериал был снят с эфира; обозревателями радио «Свобода» были выдвинуты другие версии причин снятия с эфира. C 10 по 20 июля 2019 года на  Первом канале состоялся повторный премьерный показ сериала; проект впервые был показан целиком.

## Сюжет
Действие телесериала охватывает период времени с 1913 до 1921 года от празднования 300-летия дома Романовых и до Кронштадтского восстания. В картине происходит история трёх основных персонажей: амбициозного юнкера Сергея Кирсанова-Двинского, начинающей поэтессы из обрусевших немцев Софьи Беккер, а также рабочего-эсера из Вологодской губернии Матвея Осипова. Их судьбы в дальнейшем меняются с течением разворачивающихся политических событий, произошедших в России.
Отдалёнными прототипами героев стали реальные исторические личности — советский военный и государственный деятель Фёдор Раскольников, маршал Михаил Тухачевский, революционерка Лариса Рейснер и террорист Борис Савинков.

## Персонажи

### В главных ролях
| Актёр                                         | Роль                                                                |
| --------------------------------------------- | ------------------------------------------------------------------- |
| Ксения Лукьянчикова                           | Софья Беккер поэтесса                                               |
| Милош Бикович (озвучивание — Арсений Семёнов) | Сергей Кирсанов-Двинский юнкер Николаевского кавалерийского училища |
| Григорий Некрасов                             | Матвей Осипов рабочий                                               |
| Олег Гаянов                                   | голос за кадром                                                     |

### В ролях
| Актёр                   | Роль                                                                |
| ----------------------- | ------------------------------------------------------------------- |
| Любомирас Лауцявичюс    | Иван Карлович отец Софьи                                            |
| Александр Лыков         | Калегин следователь                                                 |
| Владимир Юматов         | Ильин                                                               |
| Александр Бухаров       | Борис Лядов агент жандармского управления                           |
| Юрий Ицков              | Василий Андреев руководитель оркестра русских народных инструментов |
| Михаил Елисеев          | Николай II император                                                |
| Иван Колесников         | Константин Кирсанов-Двинский брат Сергея                            |
| Наталья Данилова        | Кирсанова-Двинская мать Сергея и Константина, графиня               |
| Борис Плотников         | Пётр Кирсанов-Двинский отец Сергея и Константина, граф              |
| Сергей Заморев          | Джордж Бьюкенен                                                     |
| Юрий Колокольников      | Михаил Александрович сын Александра III, великий князь              |
| Роман Полянский         | Николай Гумилёв поэт                                                |
| Мариэтта Цигаль-Полищук | Анна Ахматова поэтесса                                              |
| Эмилия Спивак           | Афина                                                               |
| Кирилл Ульянов          | Всеволод Мейерхольд                                                 |
| Роза Хайруллина         | Ольга Антоновна главный редактор литературного журнала              |
| Дарья Румянцева         | Ксения Дьяконова медсестра                                          |
| Илона Маркарова         | Евгения Левинсон                                                    |
| Петар Зекавица          | Алан Смит                                                           |
| Вячеслав Чепурченко     | Гирс однокашник Сергея и Левашова                                   |
| Олег Гаас               | Левашов однокашник Сергея и Гирса                                   |
| Даниил Кокин            | Петров эсер                                                         |
| Вадим Сквирский         | Сэмюэль Хор переводчик британского посольства                       |
| Алексей Митин           | Дмитрий Павлович Великий князь                                      |
| Екатерина Проскурина    | Александра Фёдоровна императрица                                    |
| Мария Шумакова          | Анна Вырубова                                                       |
| Евгений Талашманов      | Георгий Токарев (озвучивание — Андрей Некрасов)                     |
| Олег Гаянов             | Георгий Львов                                                       |
| Анатолий Хропов         | Михаил Родзянко                                                     |
| Валерий Гришко          | Александр Гучков                                                    |
| Александр Бредель       | Павел Милюков                                                       |
| Сергей Куницкий         | Александр Керенский                                                 |
| Филипп Могильницкий     | Николай Чхеидзе                                                     |
| Артём Цыпин             | Антон Карташёв                                                      |
| Максим Меркулов         | Александр Верховский                                                |
| Татьяна Шегеда          | Елена Стасова                                                       |
| Андрей Смелов           | Яков Свердлов                                                       |
| Игорь Ботвин            | Кольцов                                                             |
| Самвел Мужикян          | Сурен Спандарян большевик                                           |
| Виталий Коваленко       | Владимир Ленин                                                      |
| Евгений Миллер          | Лев Троцкий                                                         |
| Андрей Лёвин            | Игорь Сикорский                                                     |
| Андрей Шимко            | Овший Нахамкес                                                      |
| Татьяна Рябоконь        | Надежда Крупская                                                    |
| Геннадий Смирнов        | Фридрих Платтен                                                     |
| Артур Харитоненко       | Григорий Зиновьев                                                   |
| Игорь Бессчастнов       | Лев Каменев                                                         |
| Заза Чантурия           | Иосиф Сталин                                                        |
| Максим Дахненко         | Феликс Дзержинский                                                  |
| Владимир Колганов       | Владимир Антонов-Овсеенко                                           |
| Станислав Концевич      | Моисей Урицкий                                                      |
| Эрик Кения              | Адольф Иоффе                                                        |
| Александр Шпынёв        | Лев Карахан                                                         |
| Ярослав Воронцов        | Михаил Калинин                                                      |
| Сергей Мардарь          | генерал Макс Гофман                                                 |
| Виталий Кищенко         | генерал Александр Кутепов                                           |
| Данила Воропаев         | Леонид Каннегисер                                                   |
| Александр Тарханов      | Василий Шульгин                                                     |

## Описание эпизодов
| № серии | Название            | Описание | Премьера в России |
| ------- | ------------------- | --- | ----------------- |
| 1       | «Крещендо»          | Декабрь 1913 года. Юнкер Николаевского кавалерийского училища Дьяконов вызывает на дуэль своего однокашника Сергея Кирсанова-Двинского. Поединок заканчивается трагедией — Дьяконов погибает. Двинского назначают вместо погибшего в караул на торжественный концерт оркестра русских народных инструментов под управлением Василия Андреева, куда должен прибыть сам император Николай II. Андреев обращает внимание на молодого рабочего Матвея Осипова, виртуозно владеющего инструментом. Осипов попадает в оркестр, однако выясняется, что цели у него совсем иные — он состоит в организации эсеров, готовящей покушение на императора. В кондитерской Матвей знакомится с Софьей Беккер и влюбляется в неё. Девушка мечтает стать великой поэтессой. Отец Софьи Иван Карлович выпрашивает у одного из постоянных покупателей приглашение для дочери на концерт Андреева.                                             | 15 ноября 2017    |
| 2       | «Грифоны»           | Июль 1914 года. Российская империя накануне большой войны с Германией и Австро-Венгрией. Всех юнкеров Николаевского училища в спешном порядке производят в офицеры. Однако помощник инспектора класса Ильин, зная, что Сергей имеет прямое отношение к гибели Дьяконова, не торопится зачислять его в полк. Зная характер Двинского, Ильин советует ему «подлечить совесть» службой на Кавказе. Двинский приглашает Софью на обед к себе домой с намерением познакомить её с родителями и объявить им, что намерен жениться. Однако мать Сергея категорически против такого союза. Двинский предлагает Софье уехать с ним на Кавказ, однако обиженная девушка отказывается. Сестра Матвея совершает самоубийство. Осипов выходит на след преступника. | 15 ноября 2017    |
| 3       | «Порознь»           | Сентябрь 1915 года. В Петрограде агрессивно настроенные граждане громят лавки и магазины, принадлежащие немцам. В одном из таких погромов погибает отец Софьи. Девушка остаётся совершенно одна. Случайная встреча с Николаем Гумилёвым даёт ей надежду на другую жизнь. Софья влюбляется в известного поэта. Однако Гумилёв не отвечает ей взаимностью. Отвергнутая Софья решает принять участие в одной из вакханалий, регулярно устраиваемых творческой богемой города. Двинский в составе Дикой дивизии прикрывает отступление русских войск на Юго-Западном фронте. Матвей, находясь в ссылке в селе Монастырское Туруханского края, знакомится с членами большевистской организации — Свердловым и Спандаряном. Спандарян, зная, что Матвей скоро поедет с надзирателем в глухую деревню Курейку, просит Осипова отвезти табак их знакомому — Иосифу Сталину.                                                         | 16 ноября 2017    |
| 4       | «Глупость и измена» | Осень 1916 года. В столице депутаты Государственной Думы готовят заговор против императора. На Юго-Западном фронте Двинский вместе со своими всадниками попадает в засаду и получает ранение. В госпитале он знакомится с медсестрой Ксенией Дьяконовой. Между молодыми людьми возникает симпатия. Вернувшийся в Петроград Двинский случайно встречает Софью. Девушка сильно опустилась, и Сергей разрывает с ней отношения. В столицу под видом сотрудника шведской фирмы Густава Равена приезжает Матвей и привозит деньги для печати революционных газет. | 16 ноября 2017    |
| 5       | «Маски»             | Зима 1917 года. Петроград охвачен революционными настроениями. Софья работает в одном из литературных журналов Петрограда, где печатается Александр Керенский. Она идёт на премьеру «Маскарада» в Александринский театр, куда её пригласил сам режиссёр Всеволод Мейерхольд, где становится невольной свидетельницей трагических событий Февральской революции. Двинский служит у великого князя Михаила Александровича. Когда в городе начинаются беспорядки, князь Михаил отправляет своего подчинённого в Царское Село — под угрозой безопасность императрицы Александры Фёдоровны. Тем временем Матвей в Цюрихе сообщает Ленину, что в России произошла революция. Ленин понимает, что ему необходимо срочно ехать в Петроград. | 15 июля 2019      |
| 6       | «Слепые»            | Весна 1917 года. Матвей вместе с Лениным и другими эмигрантами возвращается в Петроград. Софья, теперь работающая личным секретарём Керенского, ездит с ним по расположениям русских войск. Александр Фёдорович, блистая красноречием, убеждает солдат, среди которых сильны анархические настроения, снова подняться на войну с Германией. Двинский, арестованный революционерами в Царском селе, проводит дни в заключении в Трубецком бастионе Петропавловской крепости. У Сергея возникает серьёзный конфликт с солдатами, охраняющими гарнизон, и только благодаря помощи Софьи и бывшего однокашника Левашова, ему удаётся избежать расстрела. | 15 июля 2019      |
| 7       | «Переворот»         | Осень 1917 года. Большевики готовят революционный переворот в Петрограде. Двинский, разочаровавшийся в генерале Корнилове, начинает пить. Позже он решает уехать к родителям на Волгу, однако на вокзале встречает бывшего царского офицера Новикова, который перешёл на сторону большевиков. Новиков советует Двинскому пообщаться с одним из лидеров большевиков — Львом Троцким. Троцкий убеждает Двинского остаться и помочь партии. Софья случайно встречает в Зимнем, где организован госпиталь, Ксению Дьяконову, которая привезла раненых. Так девушки становятся невольными свидетельницами захвата Зимнего дворца большевиками. | 16 июля 2019      |
| 8       | «Зверинец»          | Зима 1918 года. Большевики отправляют делегацию в Брест-Литовск для подписания мирного договора с Германией. Двинский едет на эти переговоры как военный специалист. Матвея отправляют в Москву, где готовятся массовые выступления против большевиков. Ему необходимо внедриться в боевую группу эсеров и нейтрализовать их. Софья приходит к Евгении Левинсон и та предлагает ей отправиться комиссаром в действующую боевую часть. В связи с неудачными переговорами в Бресте, немцы начинают наступление, и Ленин ставит вопрос о переезде Совнаркома в Москву. Матвей отвечает за безопасность переезда, однако Двинский с его военным опытом находит огрехи в плане Матвея. | 16 июля 2019      |
| 9       | «Пламень»           | Август 1918 года. В Петрограде студент Каннегисер убивает Урицкого, в Москве эсерка Фанни Каплан стреляет в Ленина. В Петроград приезжают Дзержинский и Двинский, а Матвей по личной просьбе Крупской едет в Москву. Он приходит к выводу, что убийство Урицкого и покушение на Ленина имеют много схожих моментов. Однако докопаться до истины Матвею не удаётся: по распоряжению Свердлова Каплан расстреливают. Софья в составе действующей боевой части воюет на подступах к Казани и время от времени отсылает статьи в «Известия». Троцкий вместе с Двинским приезжают в расположение части. Троцкий знакомится с Софьей: он восхищён её талантами и предлагает ей работать с ним. | 17 июля 2019      |
| 10      | «Братья»            | Весна 1919 года. Петроград под угрозой наступления антибольшевистских сил. Сталину поручают организовать оборону города. Троцкий отправляет Софью на Петроградский фронт, чтобы взять интервью у Двинского. Между Софьей и Двинским вновь вспыхивают чувства. Тем временем Матвей, окончательно разочаровавшись в большевиках, пытается разобраться: кто виноват в том, что случилось со страной. В заброшенном доме он собирает узников — бывшего царского офицера, бывшего владельца завода, священника и идейного большевика. По мнению Матвея, представители именно этих классов виновны в трагедии, случившейся с Россией. | 17 июля 2019      |
| 11      | «Дно»               | Весна 1920 года. Софья наконец осуществляет свою мечту: она владеет литературным салоном, издаёт журнал и читает стихи в больших залах. Её муж Двинский в Орловской губернии по заданию Троцкого подавляет крестьянские бунты. Софья, узнав, что Матвей в Москве, из любопытства поручает Афине последить за ним. Афина выясняет, что Матвей занимается организацией покушения на Ленина. Осознавая, какой жизнью она теперь живёт, Софья решает всё изменить. Она встречается с Матвеем накануне выступления Ленина и говорит, что готова уйти вместе с ним. | 18 июля 2019      |
| 12      | «Голгофа»           | Конец зимы 1921 года. В Кронштадте зреет антибольшевистский мятеж. По просьбе Софьи в Кронштадт приезжает Ксения. Софья рассказывает, что после неудачного покушения на Ленина им с Матвеем пришлось долго скрываться, они собирались перебраться в Финляндию. Однако из-за старой травмы головы у Матвея стала стремительно развиваться деменция, поэтому они вынуждены были остаться в Кронштадте. В это время в Петрограде готовится операция по подавлению мятежа кронштадтских матросов. Её организация возложена на Двинского. Двинский предлагает жёсткие меры по подавлению бунта, в результате которого погибают и Софья, и Матвей. В конце серии показан эпизод русского эмигрантского лагеря в Галлиполи, в котором в походной церкви Константин Двинский, ставший монахом после ранения в бою, молился за спасение погибшей родины, и в момент удара колокола Сергей Двинский застреливается (не вошло в кадр). | 18 июля 2019      |

## Особенности съёмок
- Софьи Беккер читает в фильме стихотворение петербургского поэта Антона Духовского «Окрылённые».